# Glasgow (Missouri)
Glasgow – miasto w Stanach Zjednoczonych, w stanie Missouri, w hrabstwie Howard.